# Memoriał Ryszarda Nieścieruka 2005

## X Memoriał im. Ryszarda Nieścieruka
Ostatni jak dotąd X Memoriał Ryszarda Nieścieruka odbył się 15 października 2005. Został rozegrany zgodnie z przyjętą rok wcześniej formułą turnieju. Zwyciężył Dariusz Śledź.
Wyniki
- 15 października 2005 r. (sobota), Stadion Olimpijski (Wrocław). Sędzia – Marek Czernecki.
- NCD: 67,1 sek. – Marcin Rempała w wyścigu 5 i Tomasz Gapiński w wyścigu 7.

| Msc | | Drużyna / Zawodnik                      | Biegi                        | Punkty |
| --- | --- | --------------------------------------- | ---------------------------- | ------ |
| 1   | | ELCAR Drużyna Skody                     | ELCAR Drużyna Skody          | 29     |
| 1   | (1) Piotr Świderski (2) Damian Baliński (3) Jacek Krzyżaniak (4) Marcin Rempała (17) brak zawodnika      | (1,2,1,d) (3,2,2,1) (1,3,3,3) (1,3,1,2) | 4 8 10 7                     |        |
| 2   | | MOTORPOL Drużyna Volkswagena            | MOTORPOL Drużyna Volkswagena | 28     |
| 2   | (13) Tomasz Gapiński (14) Roman Poważny (15) Mariusz Pacholak (16) Karol Ząbik (20) brak zawodnika       | (3,3,3,3) (2,3,2,2) (1,1,0,0) (0,0,3,2) | 12 9 2 5                     |        |
| 3   | | GERMAZ Drużyna Forda                    | GERMAZ Drużyna Forda         | 24     |
| 3   | (5) Dariusz Śledź (6) Tomasz Jędrzejak (7) Piotr Dym (8) Robert Miśkowiak (18) brak zawodnika            | (3,2,0,2) (d,2,3,3) (3,d,0,3) (t,0,2,1) | 7 8 6 3                      |        |
| 4   | | Drużyna Mercedesa                       | Drużyna Mercedesa            | 15     |
| 4   | (9) Krzysztof Słaboń (10) Mariusz Węgrzyk (11) Adrian Miedziński (12) Ronnie Jamroży (19) brak zawodnika | (2,1,1,1) (2,d,d,0) (2,1,1,1) (0,1,2,0) | 5 2 5 3                      |        |

Wyścig po wyścigu
Runda zasadnicza:
1. (68,0) Śledź, Poważnyj, Rempała, Jamroży (1:3:0:2)
2. (67,2) Gapiński, Miedziński, Krzyżaniak, Jędrzejak (d1) (2:3:2:5)
3. (67,5) Baliński, Słaboń, Pacholak, Miśkowiak (t) (5:3:4:6)
4. (67,4) Dym, Węgrzyk, Świderski, Ząbik (6:6:6:6)
5. (67,1) Rempała, Jędrzejak, Słaboń, Ząbik (9:8:7:6)
6. (67,8) Krzyżaniak, Śledź, Pacholak, Węgrzyk (d4) (12:10:7:7)
7. (67,1) Gapiński, Baliński, Jamroży, Dym (d4) (14:10:8:10)
8. (67,5) Poważnyj, Świderski, Miedziński, Miśkowiak (16:10:9:13)
9. (67,2) Gapiński, Miśkowiak, Rempała, Węgrzyk (d4) (17:12:9:16)
10. (67,9) Krzyżaniak, Poważnyj, Słaboń, Dym (20:12:10:18)
11. (67,2) Ząbik, Baliński, Miedziński, Śledź (22:12:11:21)
12. (68,0) Jędrzejak, Jamroży, Świderski, Pacholak (23:15:13:21)
13. (68,3) Krzyżaniak, Ząbik, Miśkowiak, Jamroży (26:16:13:23)
14. (68,0) Dym, Rempała, Miedziński, Pacholak (28:19:14:23)
15. (68,1) Jędrzejak, Poważnyj, Baliński, Węgrzyk (29:22:14:25)
16. (67,7) Gapiński, Śledź, Słaboń, Świderski (d4) (29:24:15:28)

Półfinały
17. (68,3) Krzyżaniak, Śledź, Poważnyj, Miedziński
18. (68,5) Gapiński, Słaboń, Jędrzejak, Baliński
Finał
19. (68,5) Śledź, Słaboń, Gapiński, Krzyżaniak